# シンダーハンネス
シンダーハンネス（Schinderhannes）は、約4億年前のデボン紀に生息したラディオドンタ類の節足動物の一属。剣のような尾と1対の長い鰭をもつ、ドイツのフンスリュック粘板岩層で見つかった Schinderhannes bartelsi という1種のみ記載される。知られる中では地質時代的に最も晩期なラディオドンタ類である。

## 名称
学名「Schinderhannes」は、本属の化石標本の発見地フンスリュック山地（Hunsrück）に出没した無法者であるシンダーハンネス（Schinderhannes）に因んで名付けられた。模式種（タイプ種）の種小名「bartelsi」は、フンスリュック粘板岩の専門家である Christoph Bartels への献名。

## 発見
模式標本（ホロタイプ）かつ唯一の知られる化石標本 PWL 1994/52-LS は、ドイツのフンスリュック粘板岩層（Hunsrück Slate、デボン紀前期、約4億年前）の堆積累層 Kaub Formation にあたる、ブンデンバッハ（Bundenbach）の Eschenbach-Bocksberg 採石場から発見された。化石標本はマインツ自然史博物館（Naturhistorisches Museum Mainz）に収蔵されている。

## 形態

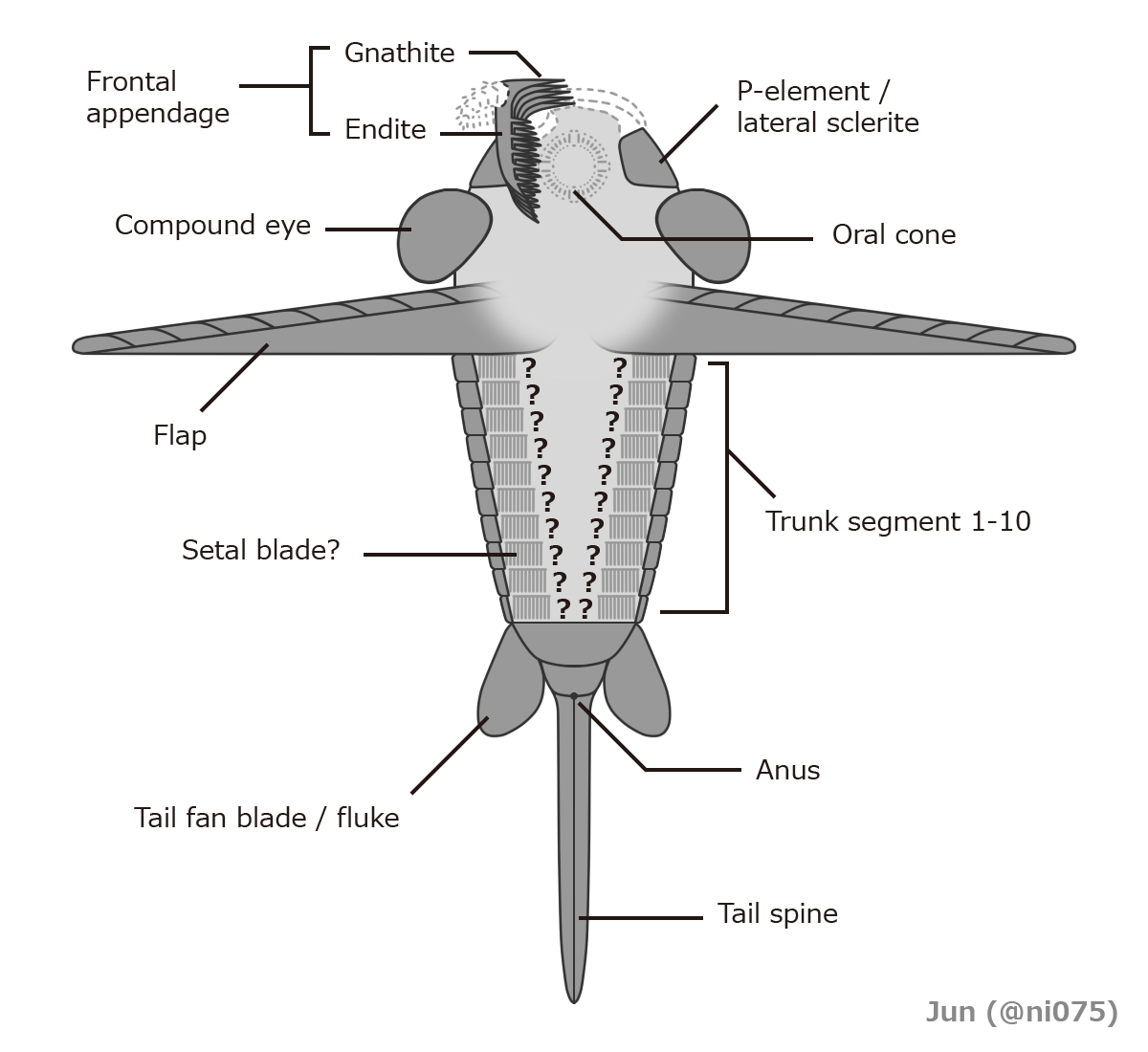
シンダーハンネスの腹面の模式図（右側の前部付属肢は省略される）。不確実の部分（鰓、口）は薄灰色と「?」、不明の部分（前部付属肢の基部と先端、頭部前端の甲皮）は余白で示される。

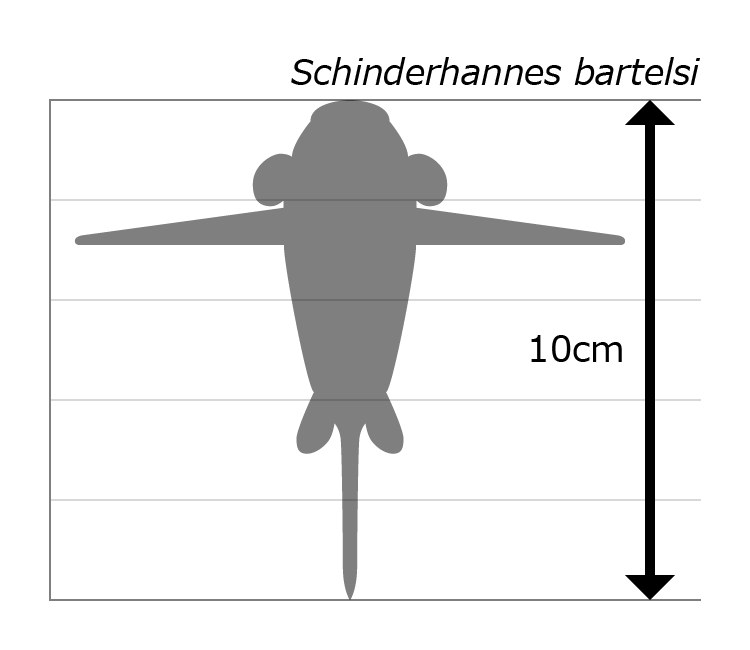
シンダーハンネスのサイズ推定図

シンダーハンネスは全長約10cm（尾を除いた体長は6.8 cm）の小型ラディオドンタ類である。他のラディオドンタ類と同様、頭部の腹面には円状に並んだ歯（oral cone）と1対の前部付属肢（frontal appendage）があるが、詳細な構造は不明瞭で、少なくとも前部付属肢は他のフルディア科の種類と同様、熊手状で、腹側には長大に特化した5本の内突起（endite）をもつことが分かる。ただし他のフルディア科の種類に比べると、この内突起は比較的に一直線でほぼ内側に湾曲していない。ペイトイアとスタンレイカリスに似て、前部付属肢の内側には更に一列の、顎のように噛み合わせた棘（gnathite, medial spinous outgrowth）がある。知られる限り、頭部の両腹側には（原記載では前部付属肢の柄部と解釈された）それぞれ1対の甲皮（P-element） と大きな複眼がある。頭部の前端に当たる左右の甲皮の連結部（P-element neck）と背側の甲皮（H-element）は不明。
頭部と胴部の境目は太く、その腹面は左右に向けて張り出した1対の長い鰭（ひれ、flap）がある。腹側で保存された化石標本の胴部の両縁には体節構造が見られるが、おそらく柔軟で、原記載で解釈されたような硬い背板の縁ではなかったと考えられる。胴部は12節の胴節からなり、最初の10節には短い櫛状の構造が並んでいる。原記載では、これは腹側に付いた短い二叉型の鰭と解釈された が、この見解はのちに否定的に評価され、むしろ筋肉・単なる鰭・鰓（setal blade）などの別構造であった可能性が高い（後述参照）。11番目の胴節は、丸みを帯びた1対の小さな尾鰭（tail fan blade, fluke）で尾扇（tail fan）をなしている。尾扇の間にある最終（12番目）の胴節に付属肢はなく、肛門と剣状の尾刺（tail spine, または尾節 telson）が備えている。
本属の前部付属肢とくびれのない体はフルディア科において一般的な特徴であるが、一般的なフルディア科の種類に比べると、その頭部と甲皮は比較的に小さく、眼の位置もより前方に寄せている。後述の特徴はフルディア科より、むしろアノマロカリス科とアンプレクトベルア科の種類に似ている。

## 生態
シンダーハンネスは捕食者であったこと考えられる。遊泳性で、頭部の直後にある長い鰭で海中を推進し、尾鰭を安定のために使っていたと思われる。他の多くのフルディア科の種類と同様、シンダーハンネスの熊手状の前部付属肢も篩のように、海底の堆積物から底生生物を篩い分けるのに適した（堆積物を篩い分ける底生生物食者、sediment sifter）と考えられる。

## 分類と発見の意義
2009年に公表され、約4億年前のデボン紀前期に生息したシンダーハンネスの発見の最も重要な意義の1つは、ラディオドンタ類の生息期間を大幅に拡張したことである。ラディオドンタ類の化石は以前、それより1億年以前のカンブリア紀前期と中期（約5億2,000万 - 5億年前）の堆積累層からのみ発見されていた。原記述が公表される頃ではシンダーハンネスはしばらくラディオドンタ類に分類されなかったが、2010年代以降ではラディオドンタ類として広く認められることにより、ラディオドンタ類の生息期間をデボン紀まで拡張した根拠として広く知られるようになった（シンダーハンネスがまだラディオドンタ類に含まれない2010年代前期の間、ラディオドンタ類がカンブリア紀を超えて存続した証拠として知られるのは、2011年に公表され、一部が2015年にエーギロカシスとして記載されたオルドビス紀のラディオドンタ類である）。

### 節足動物における系統的位置

#### ラディオドンタ類と真節足動物の中間型生物（2010年代初期）
原記載である Kühl et al. 2009 において、シンダーハンネスの発見は節足動物の初期系統について、いくつかの情報を与えていたとされる。最も注目される点は、硬質化した背板とニ叉型らしき胴部付属肢、いわゆる真節足動物の決定的な形質をもつとされている。
これによると、シンダーハンネスは他のラディオドンタ類より真節足動物の系統に近い。そのため、シンダーハンネスはラディオドンタ類の特徴（前部付属肢・放射状の歯など）をもつものの、あくまでもラディオドンタ類と真節足動物の中間型生物で、ラディオドンタ類として認められなかった（もし本属をラディオドンタ類に含めば、ラディオドンタ類は真節足動物に対して側系統群になりかねない）。同時に、シンダーハンネスの二叉型の鰭の構造から、節足動物のニ叉型付属肢が、ラディオドンタ類の鰭と「setal blades」（ラディオドンタ類の胴節に付属した鰓らしき櫛状構造）の融合を通して進化していたことも示唆するように思われる。

#### フルディア科のラディオドンタ類（2010年代中期以降）
しかしその後、他のラディオドンタ類から得た情報にあわせて検討すると、Kühl et al. 2009 の前述の見解は疑わしく見受けられる。シンダーハンネスの化石は明らかに化石化の過程で圧縮変形され、真節足動物の背板に見える左右の部分は硬質でなく、むしろ圧縮変形によりはみ出した、オパビニアとラディオドンタ類に似た柔軟な体節構造であった可能性が高い。また、ニ叉型の鰭とされた部分も真節足動物のニ叉型付属肢との類似性が低く、むしろ他のラディオドンタ類の化石にしばしば見られるような別構造である可能性が高い。これは Ortega-Hernández 2014 で筋組織と鰓（setal blades）、Moysiuk & Caron 2022 で単なる鰭と鰓と再検討される。
こうしてシンダーハンネスにおける真節足動物的性質の存在が否定的とされる一方、他の特徴はむしろラディオドンタ類的である。これによると、シンダーハンネスはラディオドンタ類より真節足動物に近縁ではなく、単系統群のラディオドンタ類に含まれる可能性の方が高い。ラディオドンタ類を中心とする Vinther et al. 2014 以降の多くの系統解析も、シンダーハンネスはフルディア科（Hurdiidae）に属するラディオドンタ類であることを支持している。
Moysiuk & Caron 2019 以降のほとんどの系統解析では、シンダーハンネスはフルディア科の中で基盤的な属とされ、本属、アノマロカリス科とアンプレクトベルア科に見られるような小さな頭部と前方に位置する眼はラディオドンタ類において祖先的な特徴であることを示唆する。シンダーハンネスはフルディア科の系統が頭部の巨大化と眼の後方化を進化する以前に分岐し、その祖先形質を長らく維持し続けた属と考えられる。スタンレイカリスの性質によると、本属のように前部付属肢の内側が更に一列の棘をもつことも、フルディア科においては祖先的な特徴であると示される（スタンレイカリス#分類を参照）。一方、一直線な内突起を基に、シンダーハンネスとエーギロカシスを近縁とする解析結果もある。